# Jonathan Lastra
Jonathan Lastra Martínez (Bilbao, 3 giugno 1993) è un ciclista su strada e ciclocrossista spagnolo che corre per il team Cofidis; è professionista dal 2016.

## Palmarès

### Strada
- 2019 (Caja Rural, una vittoria)

Clássica da Arrábida
- 2022 (Caja Rural-Seguros RGA, una vittoria)

1ª tappa Grande Prémio Internacional de Torres Vedras-Troféu Joaquim Agostinho (São Mamede da Ventosa > Sobral de Monte Agraço)

### Ciclocross
- 2010-2011 (Juniores)

Cyclo-cross de Medina de Pomar (Medina de Pomar)
- 2012-2013 (Under-23)

Campionati spagnoli, Prova Under-23
- 2013-2014 (Under-23)

Campionati spagnoli, Prova Under-23

## Piazzamenti

### Grandi Giri
- Giro d'Italia

2023: 35º
2025: 65º
- Vuelta a España

2018: 123º
2019: 101º
2020: 61º
2021: ritirato (18ª tappa)
2024: non partito (13ª tappa)

### Classiche monumento
- Milano-Sanremo

2025: 73º
- Giro di Lombardia

2022: ritirato

### Competizioni mondiali
- Campionati del mondo di ciclocross

Sankt-Wendel 2011 - Juniores: 17°
Koksijde 2012 - Under-23: 37°
Louisville 2013 - Under-23: 15°
Hoogerheide 2014 - Under-23: 17°

### Competizioni europee
- Campionati europei

Monaco di Baviera 2022 - In linea Elite: 36°